# توکانچه گلوآبی
توکانچه گلوآبی(نام علمی: Aulacorhynchus caeruleogularis) نام یک گونه از سرده توکانچه سبز است.